# Paul Ferris
Richard Paul Ferris (2 de mayo de 1941 – 30 de octubre de 1995) fue un compositor y actor televisivo de nacionalidad británica. 

## Biografía
Su nombre completo era Richard Paul Ferris, y nació en Corby, Inglaterra. Ferris trabajó en la banda musical de varias producciones británicas de horror de bajo presupuesto a finales de los años 1960 y principios de los 1970. 
En 1961 Ferris empezó a actuar, participando en producciones como Dixon of Dock Green o como la comedia de 1964 Rattle of a Simple Man. En 1965 encarnó a John Mannering, compañero de David Marlowe en la serie The Baron, antes de que su personaje fuera reemplazado por Sue Lloyd por presiones de una compañía televisiva estadounidense. 
Como compositor, Ferris escribió la canción de Cliff Richard que en 1966 alcanzó el número 7 de las listas de éxito del Reino Unido "Visions", así como el tema de The Shadows que en 1967 llegó al puesto 24 de las listas, "Maroc 7", que pertenecía a la banda musical del film del mismo título.
Es probablemente más conocido por su banda sonora de la película de Michael Reeves Witchfinder General (1968), en la cual hizo un pequeño papel con el nombre de "Morris Jar" (en homenaje al compositor Maurice Jarre). También escribió la música de las películas de Reeves The She Beast (1966) y The Sorcerers (1967), así como de otros filmes como The Blood Beast Terror (1967), Clegg (1969), The Creeping Flesh (1973) y Persecution (1974).
Afectado por una Enfermedad de Huntington, Ferris se suicidó por sobredosis de drogas en 1995 en Brístol, Inglaterra. Tenía 54 años de edad.

## Filmografía seleccionada

### Actor
- 1964: Rattle of a Simple Man
- 1966: The Baron (serie TV)
- 1968: Witchfinder General

### Compositor
- 1966: The She Beast
- 1967: The Sorcerers
- 1968: Witchfinder General
- 1968: The Blood Beast Terror
- 1973: The Creeping Flesh
- 1974: Persecution

### Guionista
- 1985: The Detective